# Rudolf Blaháček (Kameramann, 1942)
Rudolf Blaháček (* 18. September 1942 in Brünn) ist ein in Deutschland aktiver tschechischer Kameramann.

## Leben und Wirken
Blahacek besuchte Anfang der 1960er-Jahre in Prag die Filmakademie Film- und Fernsehfakultät der Akademie der Musischen Künste (FAMU) und ließ sich dort zum Kameramann ausbilden. Von 1961 bis 1964 arbeitete er als Kameraassistent. Nach einer Tätigkeit als Kameramann – für seine FAMU-Arbeit „Kuks“ wurde er 1967 in Oberhausen ausgezeichnet – in der ČSSR avancierte der seit 1971 ständig in der Bundesrepublik Deutschland ansässige Blahacek zum Chefkameramann. Seitdem fotografierte er TV- und Kinoproduktionen. Er arbeitete unter den Regisseuren Peter Beauvais, George Moorse, Franz Seitz, Gustav Ehmck, Frank Ripploh, Niki Müllerschön, Juraj Herz, Götz Friedrich, Herbert Vesely, Matti Geschonneck und Kai Wessel. Darüber hinaus fotografierte er in den 1970er/1980er-Jahren mehrere Dokumentarfilme Hans A. Guttners.
In den 1990er-Jahren arbeitete er in seiner tschechischen Heimat an einer Reihe von Märchenverfilmungen aus der Hand Václav Vorlíčeks, blieb aber auch weiterhin qualitativ hochwertigen deutschen Fernsehproduktionen (Mehrteiler ‘Klemperer – ein Leben in Deutschland’) verbunden. Für seine Arbeit erhielt Rudolf Blahacek mehrere Preise, darunter 1985 den Deutschen Kamerapreis und drei Jahre darauf den Grand Prix Paris.
Sein (gleichnamiger) Sohn Rudolf Blahacek (* 1965) ist seit Mitte der 1990er-Jahre vor allem in Kanada für das Kino wie für das Fernsehen aktiv, beider Filmographien werden ebenso regelmäßig wie fälschlich miteinander vermengt.

## Filmografie (Auswahl)
- 1966: Kuks
- 1970: Die Spalte
- 1972: Studenten aufs Schafott
- 1977: Corinna
- 1979: Egon Schiele – Exzesse (Egon Schiele – Exzeß und Bestrafung)
- 1980: Familie Villano kehrt nicht zurück (Dokumentarfilm)
- 1981: Obszön – Der Fall Peter Herzl
- 1981: Elektra
- 1981: Doktor Faustus
- 1982: Die Insel der blutigen Plantage
- 1983: Im Niemandsland (Dokumentarfilm)
- 1985: Flammenzeichen
- 1985: Miko – Aus der Gosse zu den Sternen
- 1987: Plaza Real
- 1989: Sukkubus – Den Teufel im Leib
- 1990: Erfolg
- 1994: Des Kaisers neue Kleider (Císařovy nové šaty)
- 1995: Das Zauberbuch (Kouzelný měšec)
- 1995: Die Angst hat eine kalte Hand
- 1996: Der Schrei der Liebe
- 1997: Der Feuervogel (Pták Ohnivák)
- 1997: Rosenmörder
- 1997: Reise in die Nacht
- 1997: Die Seekönigin (Jezerní královna)
- 1998: Klemperer – Ein Leben in Deutschland
- 2001: Ein mörderischer Plan
- 2001: Späte Rache
- 2002: Lilly unter den Linden
- 2002: Die Mutter
- 2002: Wer liebt, hat Recht
- 2002: Goebbels und Geduldig
- 2003: Der Mörder ist unter uns
- 2006: Silberhochzeit
- 2007: Zwischen heute und morgen